# Remegőtánc
A remegőtánc kifejezést a méhészetben és az etológiában használják, a házi méh (Apis mellifera) egyik jellegzetes viselkedésének leírására. A kasban lévő méhek a tánc segítségével toboroznak méheket, hogy a felderítő méhektől mielőbb átvegyék a nektárt.
A remegőtáncot először Karl von Frisch osztrák etológus írta le az 1920-as években, amikor a méhek táncát tanulmányozta, de nem tudta meghatározni a funkcióját. 1993-ban Wolfgang Kirschner fedezte fel, hogy a remegőtánc következtében a közeli munkások nem szállnak ki nektárt gyűjteni, hanem segítenek a már begyűjtött nektár feldolgozásában.
A remegőtánc hasonlít a méhek rezgőtáncához, de csak akkor használják, ha a nektárt begyűjtő méhnek sokat kell várakozni a nektárt feldolgozó méhek érkezésére, vagy pedig úgy ítéli meg, hogy kevés számú feldolgozó méh áll rendelkezésre.  Azt is feltételezik, hogy a remegőtánc során a rezgőtánc során bemutatott tápláléklelőhely illatanyagait terjeszti a felderítő méh.
A rezgőtánchoz hasonlóan a remegőtánc is egyike a méhcsalád elsődleges viselkedésszabályozási mechanizmusainak, amivel a család összes tagjának viselkedését befolyásolják. Összesen négy vagy öt módszert figyeltek meg, amivel a házi méhek a család tagjainak viselkedését és a munkások közötti feladatmegosztás tudják szabályozni.

## Lásd még
- Etológia
- Állati kommunikáció
- Méhtánc
- Méhek